# Thomas H. Paine
Thomas H. Paine (* 1836; † 1903) war ein US-amerikanischer Politiker. Zwischen 1875 und 1877 war er als Präsident des Staatssenats faktisch Vizegouverneur des Bundesstaates Tennessee, auch wenn dieses Amt formell erst 1951 eingeführt wurde.
Über Thomas Paine gibt es so gut wie keine verwertbaren Quellen. Er lebte zumindest zeitweise in Tennessee und war Mitglied der Demokratischen Partei. Im Jahr 1875 wurde er als Präsident des Staatssenats Stellvertreter von Gouverneur James D. Porter. Damit bekleidete er faktisch das Amt eines Vizegouverneurs. Dieses Amt war bzw. ist in den meisten anderen US-Bundesstaaten verfassungsmäßig verankert; in Tennessee ist das erst seit 1951 der Fall. Danach verliert sich seine Spur wieder.